# Piedramillera
Piedramillera è un comune spagnolo di 60 abitanti situato nella comunità autonoma della Navarra.